# Balderic d'Utrecht
Balderic d'Utrecht (Oldenzaal, 897 - Utrecht, 27 de desembre de 975) fou bisbe d'Utrecht a partir del 918 fins a 975.

## Biografia
Balderic descendia de la família comptal del Comtat d'Hainaut. Era cosí del compte Gislebert de Lotaríngia, duc de Lorena. L'oncle de Balderic era bisbe de Lieja. El seu pare va ser el comte Ricfried de Betuwe, que va expulsar els vikings d'Utrecht, on Balderic a l'igual dels seus predecessors immediats de Deventer havien residit, el bisbe prop del 920 va regressar a Utrecht.
Balderic va reparar la catedral de Sant Martí d'Utrecht i va reconstruir l'església de Sant Salvador que havia estat destruïda pels normands. Sota la seva influència Utrecht es va convertir en una de les ciutats més importants del nord del país i va ampliar el poder de la diòcesi local perquè pogués mantenir-se entre els comtats circumdants, això es va aconseguir gràcies a l'ajut del rei alemany que li va concedir possessions a canvi. Va tenir un gran èxit a aquesta política i en el 923 va formar una estreta relació amb el rei alemany Enric I (919-936) qui va confiar a Balderic l'educació del seu fill Brunó de quatre anys i futur arquebisbe de Colònia.
Balderic va ser el primer bisbe d'Utrecht en ser enterrat a la Catedral de Sant Martí. Encara que l'any 1481, una part important de les seves restes d'Utrecht es van traslladar a Sant Plechelmusbasilica a Oldenzaal para ser sepultades allà.